# 塩原俊彦
塩原 俊彦（しおばら としひこ、1956年 - ）は、日本の経済学者、元新聞記者。専門は、ロシア経済論。

## 来歴
慶應義塾大学経済学部卒業後、一橋大学大学院経済学研究科修士課程修了。指導教官は西村可明。日本経済新聞社および朝日新聞社で勤務し、朝日新聞社ではモスクワ特派員を務めた。元高知大学人文社会科学部国際社会コース准教授。

## 著書
- 『現代ロシアの政治・経済分析――金融産業グループの視点から』（丸善［丸善ブックス］, 1998年）
- 『探求・インターネット社会――21世紀の経済を考える』（丸善［丸善ライブラリー］, 2000年）
- 『ロシアの「新興財閥」』（東洋書店［ユーラシア・ブックレット］, 2001年）
- 『ロシアの軍需産業――軍事大国はどこへ行くか』（岩波書店［岩波新書］, 2003年）
- 『ビジネス・エシックス』（講談社［講談社現代新書］, 2003年）
- 『現代ロシアの経済構造』（慶應義塾大学出版会, 2004年）
- 『ロシア経済の真実』（東洋経済新報社, 2005年）
- 『ロシア資源産業の「内部」』（アジア経済研究所, 2006年）
- 『パイプラインの政治経済学――ネットワーク型インフラとエネルギー外交』（法政大学出版局, 2007年）
- 『ネオKGB帝国――ロシアの闇に迫る』（東洋書店,2008年）
- 『「軍事大国」ロシアの虚実』(岩波書店,2009年)
- 『核なき世界論』（東洋書店,2010年）
- 『プーチン2.0―岐路に立つ権力と腐敗』（東洋書店,2012年）
- 『ウクライナ・ゲート――「ネオコン」の情報操作と野望』（社会評論社,2014年）
- 『「ウクライナ・ゲート」: 危機の本質』（Kindle,2014年）
- 『ウクライナ2.0――地政学・通貨・ロビイスト』（社会評論社,2015年）
- 『プーチン露大統領とその仲間たち --私が「KGB」に拉致された背景--』（社会評論社,2016年）
- 『官僚の世界史―腐敗の構造』（社会評論社,2016年）
- 『ロシア革命100年の教訓』（Kindle,2017年）
- 『サイバー空間における覇権争奪―個人・国家・産業・法規制のゆくえ』（社会評論社,2019年）
- 『ウクライナ3.0　米国・NATOの代理戦争の裏側』（社会評論社,2022年）
- 『プーチン3.0――殺戮と破壊への衝動　ウクライナ戦争はなぜ勃発したか』（社会評論社,2022年）